# 茎乳突孔

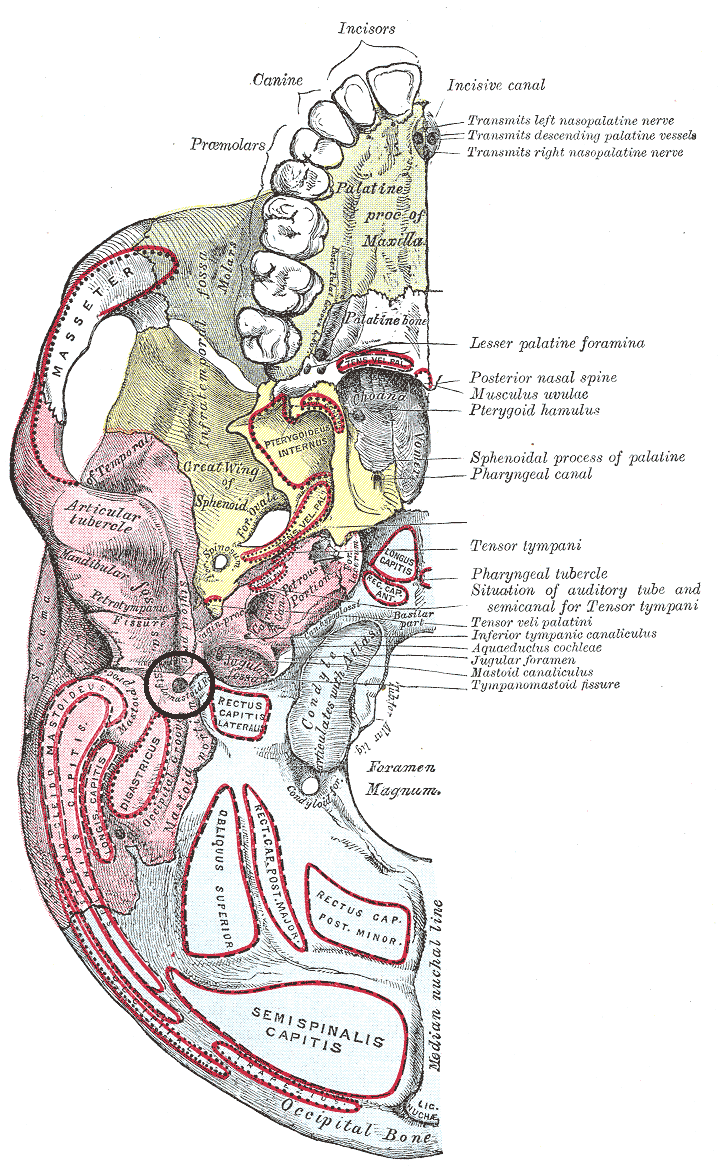
頭蓋底の断面図
ピンクで囲んだ部分は側頭骨の断面、黒色のまるで囲んだ部分が茎乳突孔

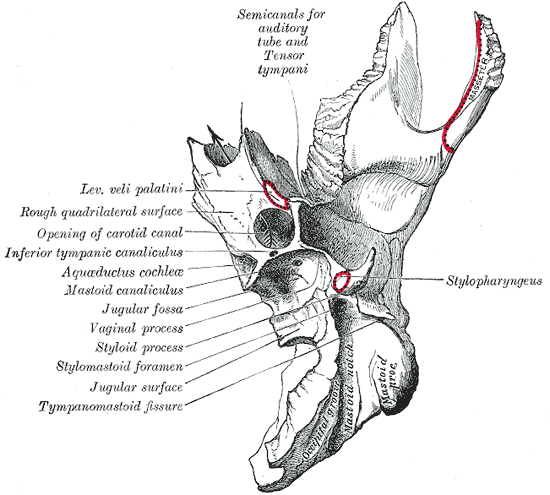
左側頭骨の下面
図の左下から三番目のStylomastoid foramenが茎乳突孔

茎乳突孔（けいにゅうとつこう、stylomastoid foramen）は、側頭骨の茎状突起と乳様突起の間に位置する孔のこと。顔面神経管の出口であり、顔面神経および茎乳突孔動脈がここを通る。

## 臨床関連
ベル麻痺は、顔面神経が茎乳突孔で側頭骨から出る部位の炎症によって起きる。ベル麻痺の患者では、麻痺側の顔が下垂したような表情となる。